# Кутсайоки
Кутсайоки — река в Кандалакшском районе Мурманской области России. Протекает в незаселённой местности вблизи российско-финской границы. Расход воды у истока приблизительно 15 м³/с, при впадении в Тунтсайоки около 25 м³/с. Длина реки 44 км. Площадь бассейна 1350 км². Ширина 20-60 м. Глубина — 0,2-1,5 м (максимально до 6 м). Скорость течения — 0,2-2 м/с. Дно песчано-каменистое. Берега, в основном, песчано-супесчатые или каменные с валунами и гравием, высотой 1-4 м, крутизной 10-30°. Местами обрывы до 30 м. Поймы прерывистые, местами заболоченные.
Берет своё начало из озера Ниваярви, в месте слияния рек Онтонйоки и Вуоснайоки. Сливаясь с рекой Тунтсайоки образует Тумчу. Тумча в свою очередь впадает в Тумчаозеро (Иовское водохранилище). Ближайшие к реке населённые пункты: село Алакуртти и нежилой посёлок Вуориярви.
Кутсайоки имеет множество порогов и шивер, образованных скальными выходами, и 2 крупных водопада Малый Янискенгас, высотой около 10 метров, и Большой Янискенгас, высотой около 20 м. В туристских отчётах и справочниках эти водопады называются соответственно «Оба-На» и «Маманя». Река является популярным местом посещения для туристов-водников (3 категория сложности с элементами 6-й). Обычно маршрут проходят за 10 дней.

## Поведение реки в течение года
Кутсайоки замерзает в первой половине ноября и вскрывается в первой половине мая. Толщина льда в конце зимы достигает 0,7-1 м. Порожистые участки не замерзают. Во время половодья (вторая половина мая — первая июня) уровень воды повышается на 2-3 м. Период межени длится с конца июля по сентябрь. Во время летних дождевых паводков уровень воды в реке может повышаться на 1 м.
Река протекает в заказнике Кутса (для посещения номинально требуются пропуска) и на территории пограничной зоны (для посещения последней требуются пропуска, которые необходимо заранее заказывать в селе Алакуртти).

## Заблуждения
1. Распространено заблуждение, в котором Кутсайоки переводится с финского как «река смерти». На самом деле Кутсайоки — «зовущая река». Название же расположенной неподалёку реки Тунтсайоки, действительно, в переводе с финского означает «река смерти».
2. Часто в описаниях можно встретить следующую ошибку. Тумчей называют либо Тумчу и Тунтсайоки, либо Тумчу и Кутсайоки. На самом деле, Тумча образуется от слияния Кутсайоки и Тунтсайоки.

## Фауна
- Отряд Насекомоядные:
  - Семейство Землеройки:
    - Обыкновенная бурозубка — Круглогодично. Многочисленна. Во всех типах биоценозов, за исключением болот, сосновых лесов и посадок.
    - Средняя бурозубка — Круглогодично. Обычна. Во всех типах биоценозов, за исключением болот, вырубок, скальных отложений.
    - Малая бурозубка — Круглогодично. Видимо, редка. Встречается в ельниках оз. Вуориярви.

- Отряд Хищные:
  - Семейство Псовые:
    - Волк — Круглогодично. Редок. По данным местных жителей на всей исследуемой территории обитает не более двух пар.
    - Обыкновенная лисица — Круглогодично. Обычна. Найдена брошенная нора в сосняке беломошнике в окрестностях озера Ниваярви. Встречены следы в сосновом бору на правом берегу р. Кутсайоки и т. д.

  - Семейство Медвежьи:
    - Бурый медведь — Круглогодичен. Обычен. Следы и помет встречены в окрестностях оз. Вуориярви (южная оконечность), оз. Ниваярви, р. Кутсайоки и т. д. По свидетельству местных жителей на исследуемой территории обитает порядка 3-4 особей.

  - семейство Куньи:
    - Росомаха — Заходы. Очень редкий вид. По свидетельству местных жителей заходит вслед за северным оленем, преимущественно в осенне-зимний период, не каждый год.
    - Лесная куница — Круглогодично. Обычна. Были встречены следы и помет в окрестностях озера Вуориярви, реки Кутсайоки, озера Пюхяярви, в спелых лесах и. т. д.
    - Ласка — Круглогодично. Обычна. Повсеместно.
    - Горностай — Круглогодично. Видимо, редок.
    - Американская норка — Круглогодично. Обычна.
    - Выдра — Круглогодично. Редка. Встречена на озёрных участках.

  - Семейство Кошачьи:
    - Рысь — Круглогодично. Крайне редка. Подозрение на встречу на южной оконечности оз. Вуориярви. По свидетельству местных жителей на исследуемой территории имеют место единичные встречи.

- Отряд Парнокопытные:
  - Семейство Свиньи:
    - Кабан — Редкие заходы с южных территорий.

  - Семейство Оленьи:
    - Лось — Пребывание круглогодичное. Обычен. Следы встречаются во всех биотопах. Зимние погрызы в сосновых посадках.
    - Северный олень — Пребывание круглогодичное. Обычен. Держатся небольшими группами (3-8 ос.). Зимой — кочуют в сторону Карелии.

- Отряд Зайцеобразные:
  - Семейство Заячьи:
    - Заяц-беляк — Пребывание круглогодичное. Обычен во всех биотопах. Встречен в окрестностях оз. Вуориярви, Ниваярви, Райярви, р. Кутсайоки, р. Олтонйоки.

- Отряд Грызуны:
  - Семейство Летяги:
    - Летяга — Пребывание круглогодичное. Редкий вид. Единственная встреча в окрестностях пос. Вуориярви. Определена по планирующему полёту.

  - Семейство Беличьи:
    - Обыкновенная белка — Пребывание круглогодичное. Обычна. Встречается повсеместно, преимущественно в хвойных высокоствольных лесах.

  - Семейство Бобровые:
    - Обыкновенный бобр — Пребывание круглогодичное. Видимо, крайне редок.

  - Семейство Полевки
    - Ондатра — Пребывание круглогодичное. Видимо, обычна. По свидетельствам местных жителей встречается повсеместно в бассейнах рек и озёр.
    - Тёмная полёвка — Пребывание круглогодичное. Обычна. Повсеместно в лесах и на зарастающих вырубках.
    - Полёвка-экономка — Пребывание круглогодичное. Обычна. Повсеместно на лесных болотах и вырубках.
    - Рыжая полёвка — Пребывание круглогодичное. Обычна. Повсеместно, предпочитая вторичные малолиственные пойменные леса.
    - Красная полёвка — Пребывание круглогодичное. Обычна. Повсеместно в хвойных старовозрастных лесах.
    - Красно-серая полёвка — Пребывание круглогодичное. Многочисленна. Повсеместно во всех биотопах.
    - Лесной лемминг — Пребывание круглогодичное. Редок. Встречается по лесным биотопам и скальному редколесью.

## Ихтиофауна
Кутсайоки богата рыбой, хотя и не богата её разнообразием, что типично для северных олиготрофных водоёмов. Здесь встречаются 11 видов рыб, относящихся к 8 семействам:
- Семейство лососёвые:
  - Кумжа.
  - Голец.
- Семейство сиговые:
  - Европейская ряпушка.
  - Сиг.
- Семейство хариусовые:
  - Хариус.
- Семейство щуковые:
  - Щука.
- Семейство карповые:
  - Гольян.
- Семейство окунёвые:
  - Окунь.
  - Ёрш.
- Семейство налимовые:
  - Налим.
- Семейство колюшковые:
  - Колюшка девятииглая.

## Ландшафт
К водотоку реки непосредственно прилегают моренные холмы, встречаются озы и зандры. Этот участок отличается мелкоконтурностью ландшафтных урочищ, обусловленной в первую очередь сложным рельефом даже без больших перепадов высот. Мелкоконтурность урочищ определяет ландшафтное своеобразие местности, её высокую природоохранную и рекреационную ценность.

## Список основных препятствий
- Порог Сомнительный — 4[3] к. с.
- Порог Муравей — 3 к. с.
- Порог БСТ — 2 к. с.
- Водопад Оба-на — 6 к. с.
- Водопад Маманя — 6 к. с.
- Порог Тесный — 3 к. с.
- Мощная шивера — 2 к. с.
- Порог Ступенька — 4 к. с.
- Порог Струя (Малый Каньонный) — 2 к. с.
- Порог Водопадный — 4+ к. с.

## Карты
- Лист карты Q-35-48-C,D.
- Лист карты Q-36-37-C,D.
- Лист карты Q-35-47,48. Масштаб: 1 : 100 000.
- Лист карты Q-36-37,38 Алакуртти. Масштаб: 1 : 100 000. Состояние местности на 1970 год. Издание 1973 г.
- Лист карты Q-35-XI,XII Куолаярви. Масштаб: 1 : 200 000. Состояние местности на 1963-1979 год. Издание 1986  г.
- Лист карты Q-36-VII,VIII Зареченск. Масштаб: 1 : 200 000. Указать дату выпуска/состояния местности.